# Creu de la Vila (Llobera)
La Creu de la Vila és una creu de terme del municipi de Llobera (Solsonès) inclosa en l'Inventari del Patrimoni Arquitectònic de Catalunya.

## Situació
La creu es troba al nord del terme municipal, no lluny del nucli de Llobera, en un collet de la carena que separa els extensos plans de l'Hostal Nou de les fondalades de la riera de Miravé, a la capçalera de la riera de Sanaüja. S'aixeca, damunt d'una paret, al peu de la pista que porta a la masia del Castell, sota Llobera. Al sud queda la masia de la Vila que li dona nom.
Aquesta pista (asfaltada), surt, en direcció oest (no està senyalitzat), del km. 46,3 de la carretera C-451 de Biosca a Solsona (41° 56′ 27″ N, 1° 28′ 59″ E / 41.940962°N,1.483007°E). Als 650 metres, en un collet, es gira a la dreta i amb 100 metres més s'arriba al peu de la creu.

## Descripció

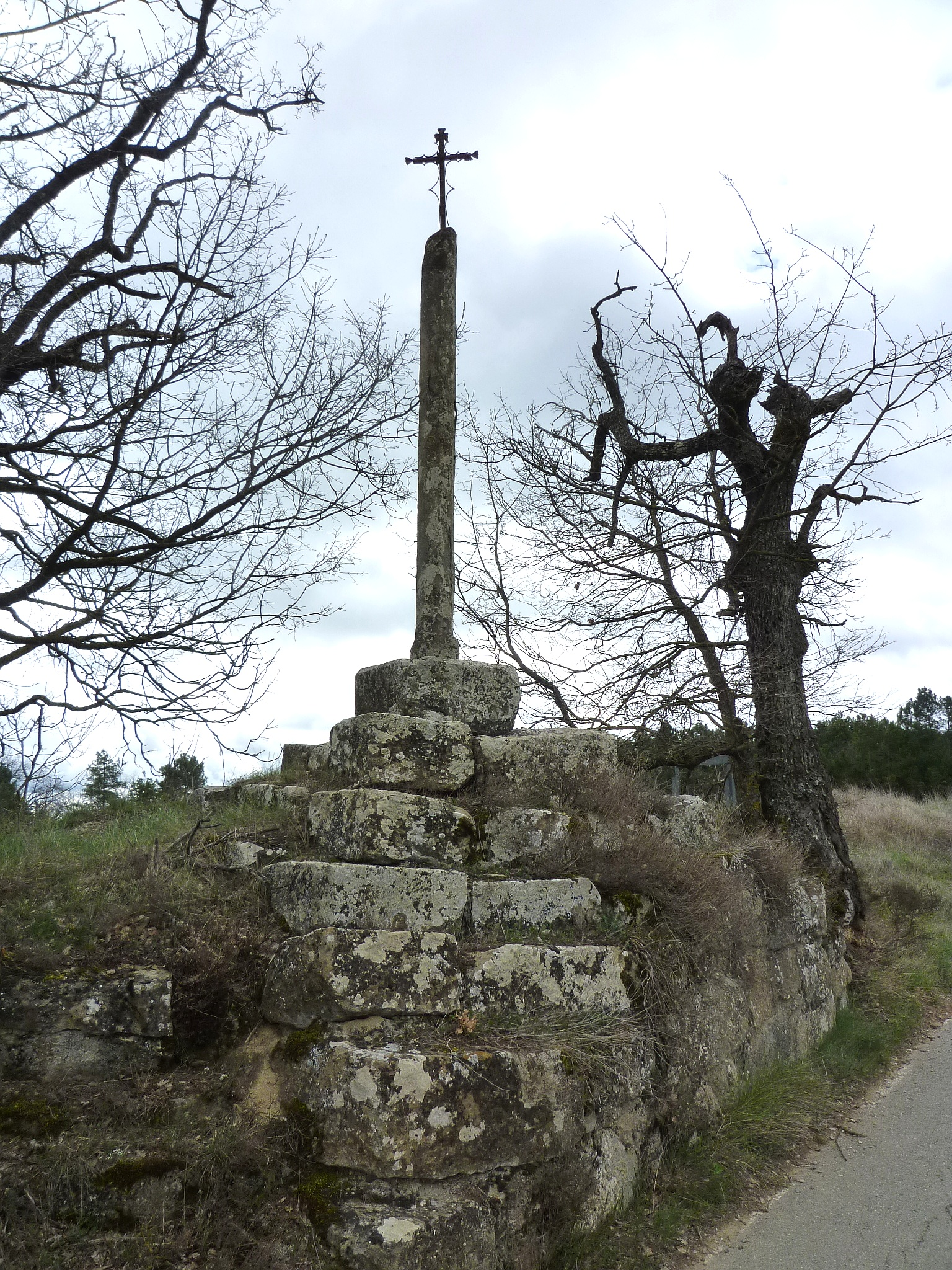
A peu de carretera

Està formada per un basament de pedra, de graonada triple i molt malmès. Damunt hi ha un fust monolític i poligonal que antigament sostenia una creu de pedra gòtica i el seu capitell, amb una alçada total de 6,61 m. La creu estava decorada amb el Crist a una banda i la Mare de Déu a l'altra, i ell capitell amb sis figures: tres santes a una banda i Sant Pere, Sant Miquel i Sant Pau a l'altra. La creu i el capitell foren substituïts per una senzilla creu de ferro.

## Història
La història del poble de Llobera s'ha de lligar necessàriament i lògicament amb els senyors del seu castell. Aquests senyors van esdevenir una nissaga de molt prestigi a Solsona, on l'hospital i un carrer porten el seu nom. Més tard va passar el castell a la jurisdicció alta i baixa del comtat de Cardona, fins a la batllia de Solsona. Pere de Llobera aprovà el 1229 les donacions que Bernat de Freixe feu a l'església de Santa Maria de Llobera, fundada vora el castell. Al Museu Diocesà i Comarcal de Solsona es conserva una magnífica ossera del mercader Bartomeu de Llobera, mort el 1401, que dona fe de la qualitat que assoliren els escultors de l'època. La creu de Llobera és una altra mostra del que estem dient. Altres creus al municipi llevat d'aquesta són: una als límits de la casa Arceda (1565) i la Creu de Falou (1420).

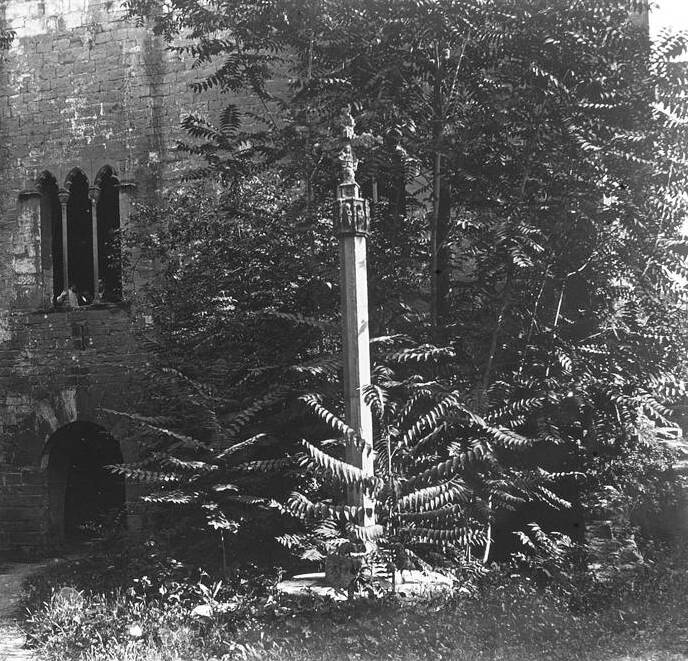
La creu al monestir de Sant Benet de Bages

La creu de pedra original va patir vandalisme, que li produí la pèrdua d'un braç. El seu propietari, Ramon Boix Vicens (Solsona, 1867-1937), per a evitar més degradació retirà la creu i el capitell, substituint-los per una creu de ferro. L'original se l'endugué a casa seva, al carrer Llobera, 1, de Solsona. Anys més tard, cap al maig de 1910, la regalà al pintor Ramon Casas (o possiblement la bescanvià pels retrats que Casas va pintar de Ramon Boix i la seva esposa Pilar Soler), que la traslladà al monestir de Sant Benet de Bages, que el 1907 havia adquirit la seva mare, Elisa Carbó, i la col·locà, amb el braç restaurat, al pati de l'antic palau de l'abat, rebatejat a partir d'aquest moment com a Pati de la Creu. Durant la guerra civil, la creu va desaparèixer i es substituí per l'actual creu de ferro.